# بیل دابلیو. (فیلم)
«بیل دابلیو.» (انگلیسی: Bill W. (film)) فیلمی در ژانر مستند و زندگینامه‌ای است که در سال ۲۰۱۲ منتشر شد. از بازیگران آن می‌توان به بیل ویلسون اشاره کرد.